# Marc Bonnant
Pour les articles homonymes, voir Bonnant.
Marc Bonnant est un avocat suisse né le 29 octobre 1944 dans le canton du Tessin. 

## Biographie
Fils de Georges Bonnant, diplomate, Marc Bonnant naît le 29 octobre 1944 dans le canton du Tessin.
Il passe son enfance à Milan, Berne, Lisbonne et Hong Kong, suit au collège Calvin de Genève l'enseignement d'Aldo Raviola,, qu'il tient pour son « maître », et y obtient en 1963 une maturité classique.
Après avoir renoncé à devenir diplomate comme son père, il obtient une licence de droit à l'Université de Genève en 1967 et son brevet d'avocat en 1971. Il est bâtonnier de l'ordre des avocats de Genève de 1986 à 1988.
En 1996, Marc Bonnant fonde avec l'avocat Dominique Warluzel l'étude Bonnant Warluzel et associés.

## Causes
Avocat de la partie civile, il plaide les dossiers George Ortiz, Frédéric Dard, Edmond Safra, Baron Philippe Lambert, Édouard Stern et il est l’avocat de l’impératrice d’Iran et de Souha Arafat. À la défense, il plaide, parmi de nombreuses causes, les dossiers Bernie Cornfeld, Pierre Jaccoud, Félix-Roland Moumié, Licio Gelli, de Gorski, Nessim Gaon, Polo, Florio Fiorini, Boris Berezovsky, et est l’avocat des Moudjahidin face à l'État iranien. Il défend l'ex-femme de l'oligarque russe Dmitri Rybolovlev lors de son divorce.
Marc Bonnant plaide également contre les interdictions de fumer dans les lieux publics en Suisse.
En 2017, il est l'un des deux avocats, avec l'avocate pénaliste Yaël Hayat, de Tariq Ramadan, qui est accusé d'agressions sexuelles. L'avocat déclare en décembre 2017 vouloir « débusquer les accusatrices ». Fabienne Bugnon, ancienne conseillère nationale suisse, lui répond : « À chaque fois que Me Bonnant prend la parole dans cette affaire, c'est pour humilier ou rabaisser des victimes ». En mai 2018, Tariq Ramadan met fin à ces deux mandats sans donner d'explication, désignant Pierre de Preux et Guerric Canonica pour sa défense.
Il est l'avocat en Suisse du franco-israélien Beny Steinmetz, accusé de corruption d’agents publics étrangers afin de recevoir des droits miniers dans la région de Simandou en Guinée, et aussi administrateur de sa fondation liechtensteinoise Balda,.

## Plaidoiries au théâtre et conférences
Marc Bonnant donne de multiples conférences dans les collèges ou universités de Suisse romande et à Paris sur la rhétorique, la langue, la culture, l’essence et le rôle de l’intellectuel notamment,.
Ses connaissances littéraires et son sens de la rhétorique conduisent Marc Bonnant au théâtre. Il plaide, sur les scènes romandes et françaises, de multiples procès fictifs. Ainsi durant trois soirs au théâtre Boulimie à Lausanne, il consacre ses plaidoiries respectivement à Socrate, Jésus de Nazareth et Charles Baudelaire.
Puis, participant régulièrement au festival de Mme de Staël à Coppet, il plaide les procès de Marie-Antoinette, de Rousseau, de Voltaire et de Diderot. Il plaide aussi celui des Fleurs du mal de Baudelaire durant quatre soirs au théâtre Les Salons à Genève avec Alain Carré ainsi que celui du Marquis de Sade. Au Grand Théâtre de Genève, en mai 2014 il affronte Bernard-Henri Lévy aux côtés d'Alain Carré durant quatre soirées autour du Cas Wagner – Wagner était-il antisémite ?,, le 3 février 2015, autour du Procès d’Iphigénie, le 16 avril 2015 il plaide dans le Procès de Médée, et le 19 juin 2017 avec l'avocate pénaliste Yaël Hayat autour de Lady Macbeth.

## Récompenses
Pour sa maîtrise de la rhétorique et ses références littéraires, Marc Bonnant est surnommé le « Mozart du barreau » et le « Bossuet des tribunaux ».
- Officier de la Légion d'honneur par Marc Fumaroli (2011)[31]
- Prix du rayonnement français des mains de Maurice Druon[32]
- « Meilleur orateur francophone vivant » lors de la « Nuit de l'éloquence » (2016)[33],[34]

## Controverses

### Polémiques
En décembre 2017, Marc Bonnant est victime d'un entartage en marge d'un débat organisé par le Club genevois de débat à l'Université de Genève.

### Panama Papers
Marc Bonnant est le représentant légal de la société Balerton, domiciliée dans les îles Vierges britanniques, à propos de laquelle une enquête est ouverte par la justice française qui la soupçonne de dissimuler une partie de la fortune de Jean-Marie Le Pen.
Marc Bonnant, surnommé « l'avocat du diable » par le Tagesanzeiger, apparaît dans les Panama Papers pour avoir dirigé 136 (ou 176 selon le journal Le Monde) sociétés offshore dont le but est de masquer le nom des bénéficiaires économiques enregistrées par le cabinet Mossack Fonseca dans divers paradis fiscaux. Il aurait eu recours à « Bigland Entreprises, une boîte aux lettres établie à l’adresse du siège de Mossack Fonseca à Panama City qui permettait de garder secrète l'identité des bénéficiaires des sociétés qu'il dirigeait ». Plusieurs montages financiers révèlent des noms tels que : 
- l’intermédiaire sur les ventes d’armes Ziad Takieddine[30],[40] cité plusieurs fois en France dans des grands contrats d’armement[39] et suspect no 1 dans le volet financier de l'affaire Karachi[41] ;
- l’homme d’affaires sud-africain Khulubuse Clive Zuma (en), neveu de l’ancien président sud-africain Jacob Zuma[40]. Lorsque la Financial Investigation Agency des îles Vierges britanniques (BVI) ouvre une enquête le 25 août 2010 au sujet des sociétés Caprikat et Foxwhelp, dont le bénéficiaire économique est Khulubuse Clive Zuma et Marc Bonnant est l'unique directeur, celui-ci met près de dix mois à répondre[42]. Ces deux sociétés sans aucune expérience dans le pétrole avaient décroché en mai 2010 des droits de prospection près du lac Albert après avoir reçu quelques jours plus tôt une procuration signée par l’avocat genevois.
- l'homme d'affaires et diamantaire israélien Beny Steinmetz[43], poursuivi par la Guinée, les États-Unis et la Suisse pour corruption[40] ;
- Dan Gertler, homme d’affaires israélien[30], proche du président congolais Joseph Kabila, accusé par la presse et des ONG d’avoir trafiqué des pierres en provenance de régions en guerre – les fameux diamants du sang[40] ;
- le diamantaire belge Mozes Victor König[30],[40] qui, depuis 1999, est placé sur la liste des personnes les plus recherchées par Interpol[44] et condamné à Anvers à 18 mois de prison avec sursis pour fraude fiscale aggravée. Pour lui, Marc Bonnant « n’hésitait pas à se rendre en personne au guichet d’une banque à Genève pour retirer de l’argent cash »[45].

## Vie privée
Il est l'oncle de l'actrice Carole Bouquet,.
Il vit avec sa famille à Gy, dans le canton de Genève.

## Vidéographie
- Michel Zendali (médiation), Frank Preiswerk (réalisation), « Peut-on rire de Mahomet ? », Infrarouge, Radio télévision suisse,‎ 7 février 2006 (écouter en ligne) [vidéo] Débat contradictoire entre Tariq Ramadan et Marc Bonnant ponctué, chronologiquement, par les interventions successives intercalaires de Jacques Waardenburg, Hafid Ouardiri, Alex Ballaman, Philippe Baud, Hervé Loichemol et Nadia Karmous.
- « Tout ! Vous saurez tout sur le zizi sexuel ! », Infrarouge, Radio télévision suisse,‎ 7 avril 2009 (lire en ligne [vidéo]) La thématique de l’émission est consacrée à une exposition locale inspirée de l’album de bande dessinée — Le Guide du zizi sexuel — mettant en scène le personnage de Titeuf. Le triptyque conversationnel, arbitré par Esther Mamarbachi, confronte le chanteur Pierre Perret et Hélène Bruller à l’avocat et ex-bâtonnier Me Marc Bonnant.